# Bifrenaria tyrianthina
Bifrenaria tyrianthina (Lodd. ex Loudon) Rchb.f. (1854), es una especie de orquídea epífita o litófita originaria de Brasil.

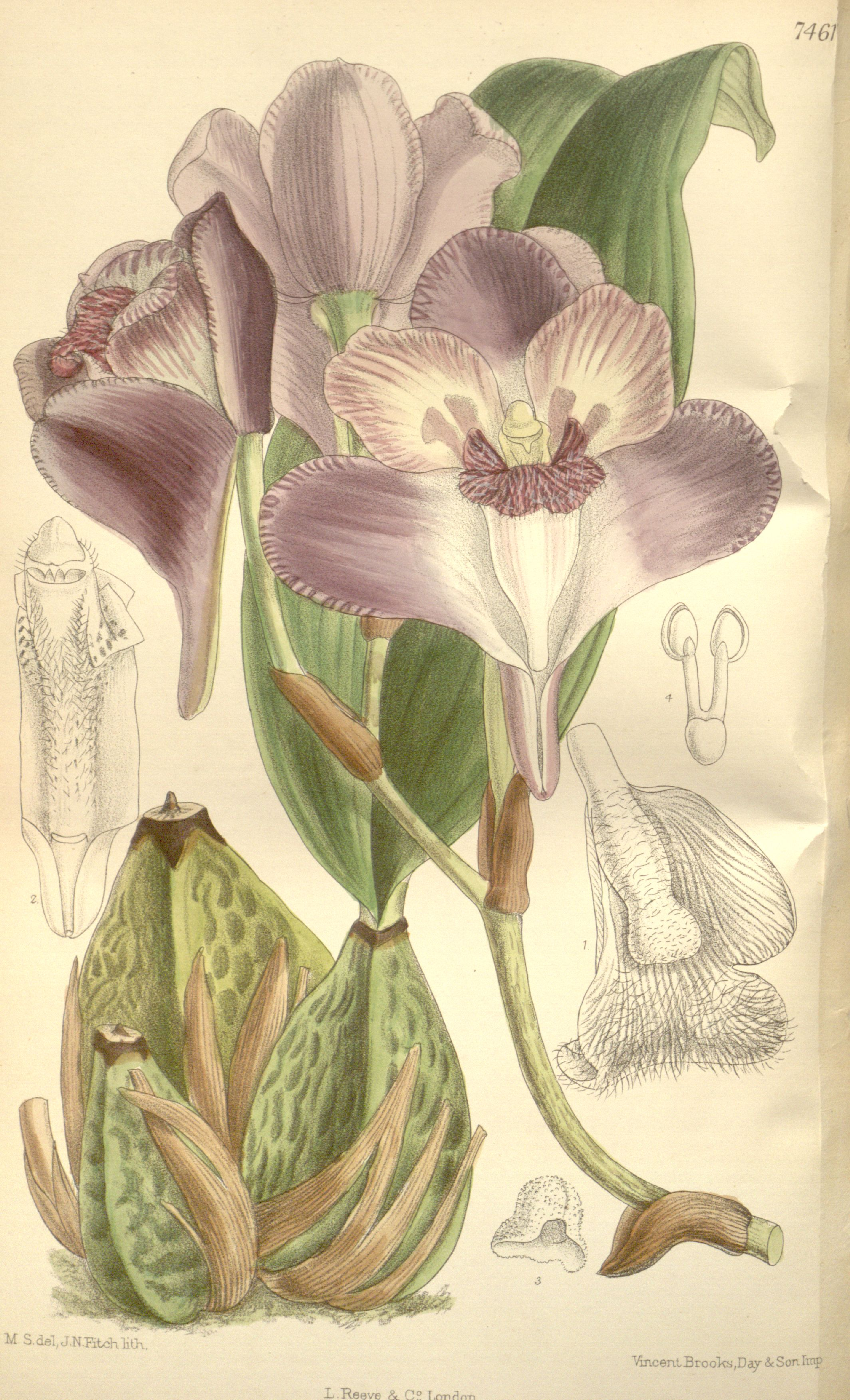
Ilustración

## Características
Es una especie herbácea que prefiere el clima fresco a cálido, es epífita o litófita con pseudobulbo ampliamente ovoide-piriforme, en ángulo, profundamente sulcado con una sola hoja, apical, oblongo-elíptica, suberecta, obtusa o subaguda, de textura fina. Florece en una inflorescencia basal, en forma de racimo de 7,5 cm de largo, erecta, rígida con 1 a 4, fragantes y carnosas flores de larga duración que se producen desde un maduro pseudobulbo. Esta especie, aunque similar a la Bifrenaria harrisoniae se diferencia por su largo espolón que es dos veces más largo que la columna y su estrecho estipe. La floración se produce en la primavera y comienzos de verano.

## Distribución y hábitat
Se encuentra en los estados de Bahía y Minas Gerais de Brasil en alturas de 1000 a 2000 metros, en una zona con una estación seca de invierno, viven en las zonas bien iluminadas, a menudo sobre rocas totalmente expuestas al sol, puede que parcialmente protegidas, el cultivo de árboles con follaje también las protege.

## Taxonomía
Pertenece al grupo de las Bifrenaria grandes. Esta especie es la que tiene las flores más grandes entre las especies de Bifrenaria. Por su gran dispersión y porque existen varias poblaciones aisladas, es extremadamente variable con múltiples sinónimos de especies y variedades de color, por la forma y por la longitud de la inflorescencia.  Esta última fue utilizada inicialmente para separar esta especie de Bifrenaria harrisoniae con la que parece similar, Sin embargo, se sabe hoy que la longitud de la inflorescencia de ambas especies varía con la población. La única forma de diferenciar las dos especies es la longitud del espolón del labio, que en B. tyrianthina es dos veces más larga que la columna y en B. harrisoniae casi de la misma longitud. 
Bifrenaria tyrianthina fue descrita por (Lodd. ex Loudon) Rchb.f. y publicado en Xenia Orchidacea 1: 61. 1858.
Etimología
Bifrenaria: nombre genérico que deriva de las palabras griegas: bi (dos); frenum freno o tira. Aludiendo a los dos tallos parecidos a tiras, estipes que unen los polinios y el viscídium. Esta característica las distingue del género Maxillaria.

tyrianthina: epíteto latino que significa "púrpura violeta".
Sinonimia
- Bifrenaria tyrianthina var. magnicalcarata Hoehne (1950)
- Bifrenaria magnicalcarata (Hoehne) Pabst (1976)
- Lycaste tyrianthina Lodd. ex Loudon
- Maxillaria tyrianthina (Lodd. ex Loudon) W.Baxter
- Bifrenaria dallemagnei R.H. Torr. 1893;[2][6][7]